# 農耕民族
農耕民族（のうこうみんぞく）とは、生活の主体が稲作などの農業活動により形成されている民族とその文化をいう。アジアなどのモンスーン気候の地方に多く見られる。
遊牧民族や狩猟採集民族に対比していわれるもので、和辻哲郎の著作『風土』のなかで、比較文化論としてこの両者が対比されて語られたことから、よく使われるようになったもの。ただし、和辻哲郎の比較文化論の正否については地理学者などから批判もある。
旧約聖書の創世記でも、アベルとカインの兄弟の逸話として登場する。これはヤハウェが褒めた遊牧民のアベルを、農耕民のカインが嫉妬心から殺す話である。